# Axon Enterprise
A Axon Enterprise (anteriormente Taser International) é uma empresa sediada nos Estados Unidos, que desde 1993 desenvolve tecnologia e produtos de armas para militares, policiais e civis.
Seu produto inicial e antigo homônimo é a Taser, uma linha de de armas eletrochoque. Desde então, a empresa diversificou em produtos de tecnologia para militares e policiais, incluindo uma linha de câmeras corporais e Evidence.com, uma nuvem. A partir de 2017, as câmeras corporais e serviços associados abrangem um quarto dos negócios gerais da Axon.

## História

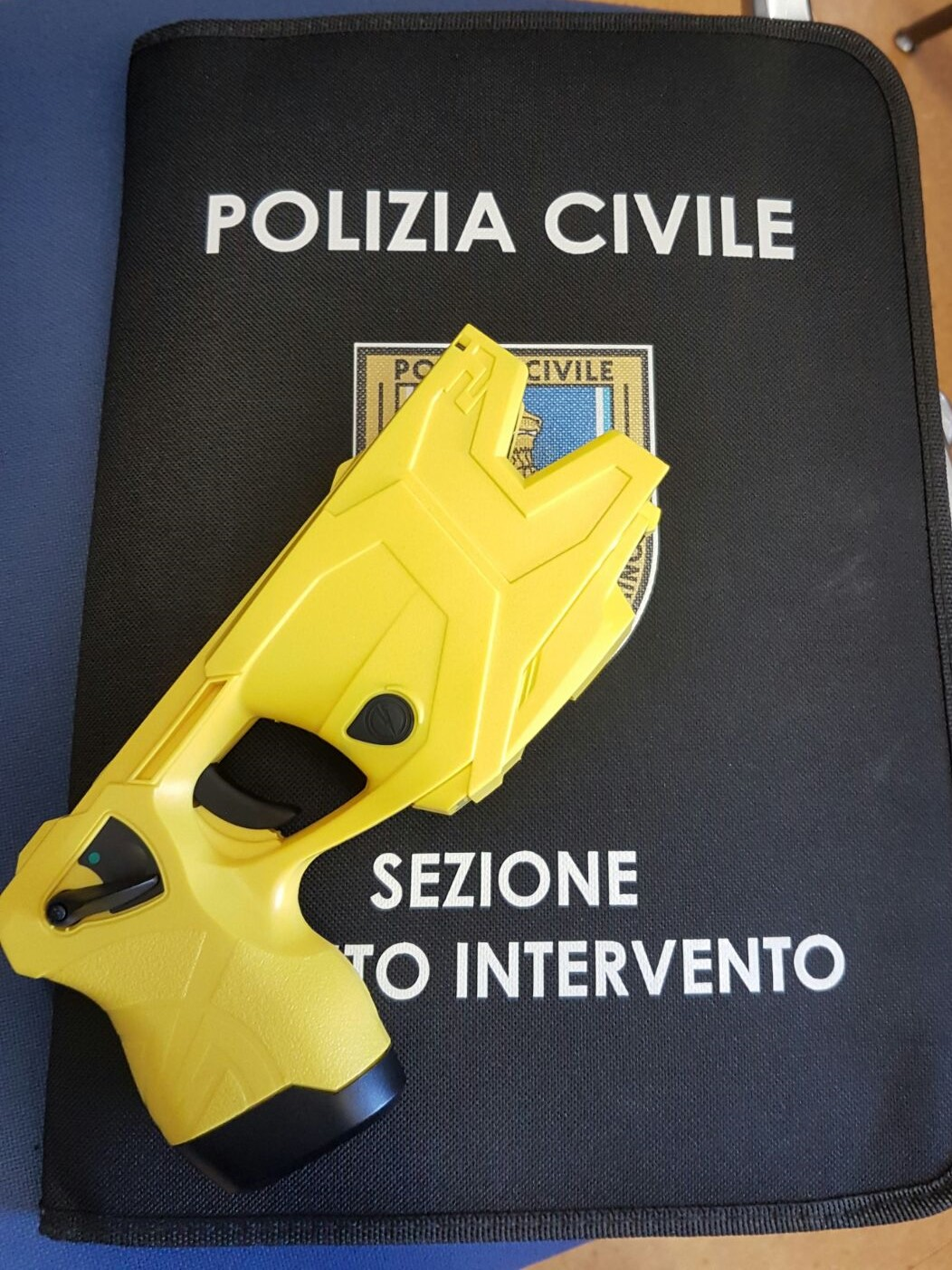
Modelo X26 usado pela polícia da Itália.

Em 1969, o pesquisador da NASA Jack Cover começou a desenvolver uma arma elétrica não letal para ajudar os policiais a controlar suspeitos, como uma alternativa às armas de fogo. Em 1974, Cover completou o dispositivo, que ele chamou de "Tom Swift Electric Rifle" (TSER), referindo-se ao romance de 1911 Tom Swift e seu Rifle Elétrico; para facilitar a pronúncia como uma palavra, Cover adicionou posteriormente um "A" à sigla para formar "TASER".
Em 1993, os irmãos Rick e Tom Smith formaram a AIR TASER, Inc. para, com Cover, projetar uma versão do dispositivo que usaria nitrogênio comprimido em vez de pólvora como propelente. Durante o desenvolvimento, a empresa enfrentou a concorrência de outro fornecedor, Tasertron, cujo produto se tornou associado à sua alegada ineficácia durante o confronto policial de Rodney King.
Depois de quase falir comercializando outros produtos, como um sistema antifurto baseado em eletrochoque para automóveis conhecido como "Auto Taser", em 1997, a empresa, mais tarde renomeada para TASER International, introduziu sua arma TASER M26 em 1999. Com um déficit de US$ 6,8 milhões em 2001, a TASER International tomou medidas para melhorar as vendas oferecendo pagar policiais para treinar outras pessoas sobre como usar seus produtos; essa técnica de marketing ajudou a melhorar a participação de mercado da empresa, atingindo US$ 24,5 milhões em vendas líquidas em 2003 e quase US$ 68 milhões em 2004. 
Em maio de 2001 entraram com uma oferta pública inicial de 800.000 ativos através da firma Paulson Investment Co., as ações foram cotadas a US$ 13, o que rendeu US$ 8.4 milhões a companhia. A companhia também começou a negociar na NASDAQ sob o símbolo TASR (ações ordinárias) e TASRW (títulos de garantia).
A empresa também tomou medidas significativas contra os concorrentes, tendo adquirido a Tasertron em 2003, e defendido agressivamente suas patentes. Processos de patente da TASER International levaram ao fechamento da Stinger Systems e de sua empresa sucessora, Karbon Arms; ambas as empresas foram fundadas por Robert Gruder. Apesar das controvérsias que se centraram em torno dos produtos (incluindo mortes atribuídas ao uso de taser), a empresa manteve sua posição dominante no mercado.

### Migrando para câmeras corporais
Em 2005, a TASER International começou a oferecer um acessório para seus produtos Taser, o TASER Cam, que adicionava uma câmera montada na coronha. Até outubro de 2010, pelo menos 45.000 TASER Cams haviam sido vendidas.
Em 2008, a empresa apresentou sua primeira câmera corporal, a Axon Pro. Ela foi projetado para ser montado na cabeça e carregar imagens para armazenamento online em um serviço baseado na web conhecido como Evidence.com. O CEO da TASER, Rick Smith, explicou que os produtos foram projetados para "ajudar a fornecer coleta, armazenamento e recuperação de evidências digitais para a aplicação da lei". Em 2009, depois que o promotor Daniel Shue exonerou o policial Brandon Davis de Fort Smith com base em imagens de uma câmera Axon Pro, Davis e Shue começaram a fornecer depoimentos para o produto em seu marketing.
Especialmente após a morte de Michael Brown, o negócio de câmeras corporais da empresa teve um crescimento significativo. Smith argumentou que a empresa "não se preocupava apenas com armas, mas também com o fornecimento de transparência e a solução de problemas de dados relacionados". Em abril de 2013, o Departamento de Polícia de Rialto divulgou os resultados de um estudo de 12 meses sobre o impacto do vídeo do policial usando câmeras Axon Flex. O estudo constatou uma queda de 88% nas reclamações apresentadas contra policiais e uma redução de quase 60% nos incidentes de uso da força por policiais.
A empresa abriu um escritório em Seattle em 2013, e um escritório internacional em Amsterdã, em maio de 2014. Em junho de 2015, a empresa anunciou a formação de uma nova divisão com sede em Seattle conhecida como Axon, que abrangeria os negócios de tecnologia da empresa, incluindo câmeras corporais, gerenciamento de evidências digitais e análises. Rick Smith explicou que a filial foi inspirada pelo uso da marca Xbox pela Microsoft para se ramificar em negócios de entretenimento, afirmando que "Axon era o nome que usávamos para vender câmeras historicamente, mas percebemos que a marca tinha espaço para crescer e abranger todos os nossas tecnologias conectadas." A marca Taser continua sendo usada pela empresa.
Uma pesquisa nacional do Cato Institute e YouGov de 2016 descobriu que 92% dos americanos apoiam a exigência de que os policiais usem câmeras corporais que gravam vídeos de suas interações, e 55% estariam dispostos a pagar impostos mais altos para equipar seu departamento de polícia local com esses dispositivos.

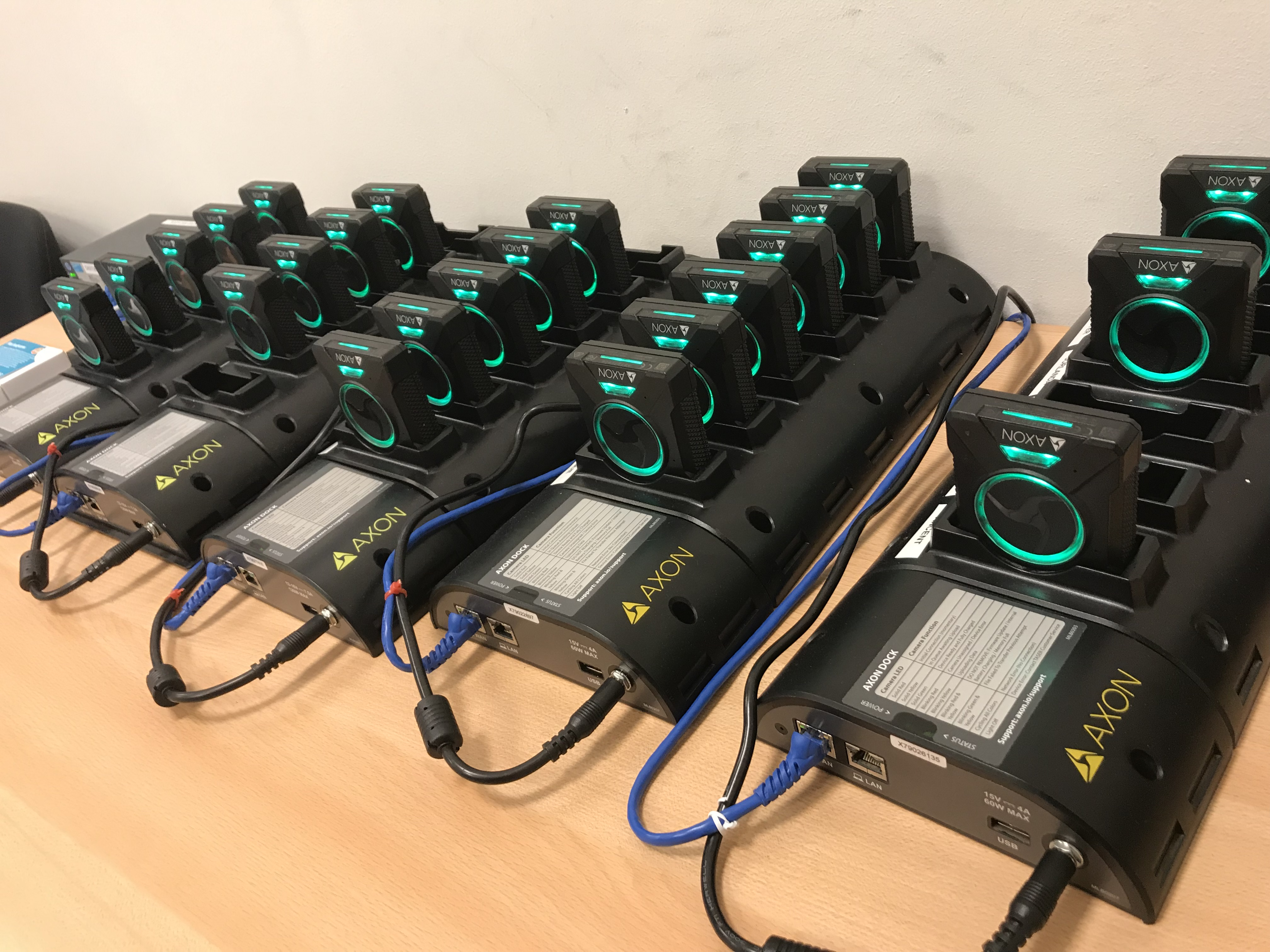
Câmeras usando estação de carregamento Axon.

Em 5 de abril de 2017, a TASER anunciou que havia mudado a identidade da marca para Axon para refletir sua expansão de negócios. A empresa também anunciou a intenção de oferecer testes gratuitos de um ano de seus produtos e serviços para agências de aplicação da lei dos EUA. Embora a linha de produtos Taser ainda contribua com uma parcela significativa de sua receita, outros produtos tiveram grandes ganhos. Em 2017 eles representavam um quarto dos negócios da empresa, enquanto as câmeras tinham uma participação de mercado de 85% entre os departamentos de polícia nas principais cidades dos Estados Unidos. O rebranding também pretendia ajudar a distanciar a empresa do estigma negativo em torno da marca Taser, com Smith reconhecendo que eles eram "uma distração" ao recrutar funcionários.
Em maio de 2018, a Axon adquiriu o concorrente VieVu por US$ 4,6 milhões em dinheiro e US$ 2,5 milhões em ações ordinárias.
Em agosto de 2021, a Axon adquiriu a My90 Inc., que coleta feedback anônimo da comunidade para gerar insights que ajudam as agências policiais a melhorar a confiança, a segurança e a equidade. O My90 mantém a privacidade e o anonimato ao exibir os resultados por meio de painéis interativos, que estarão disponíveis na Axon Network.

## Equipamentos

### Taser
As "Tasers", como são conhecidas, apesar de possuírem um funcionamento básico comum em relação ao padrão das armas de eletrochoque, tem como diferencial a emissão dos pulsos elétricos em uma frequência específica.

#### Modelos para aplicação da lei e uso profissional

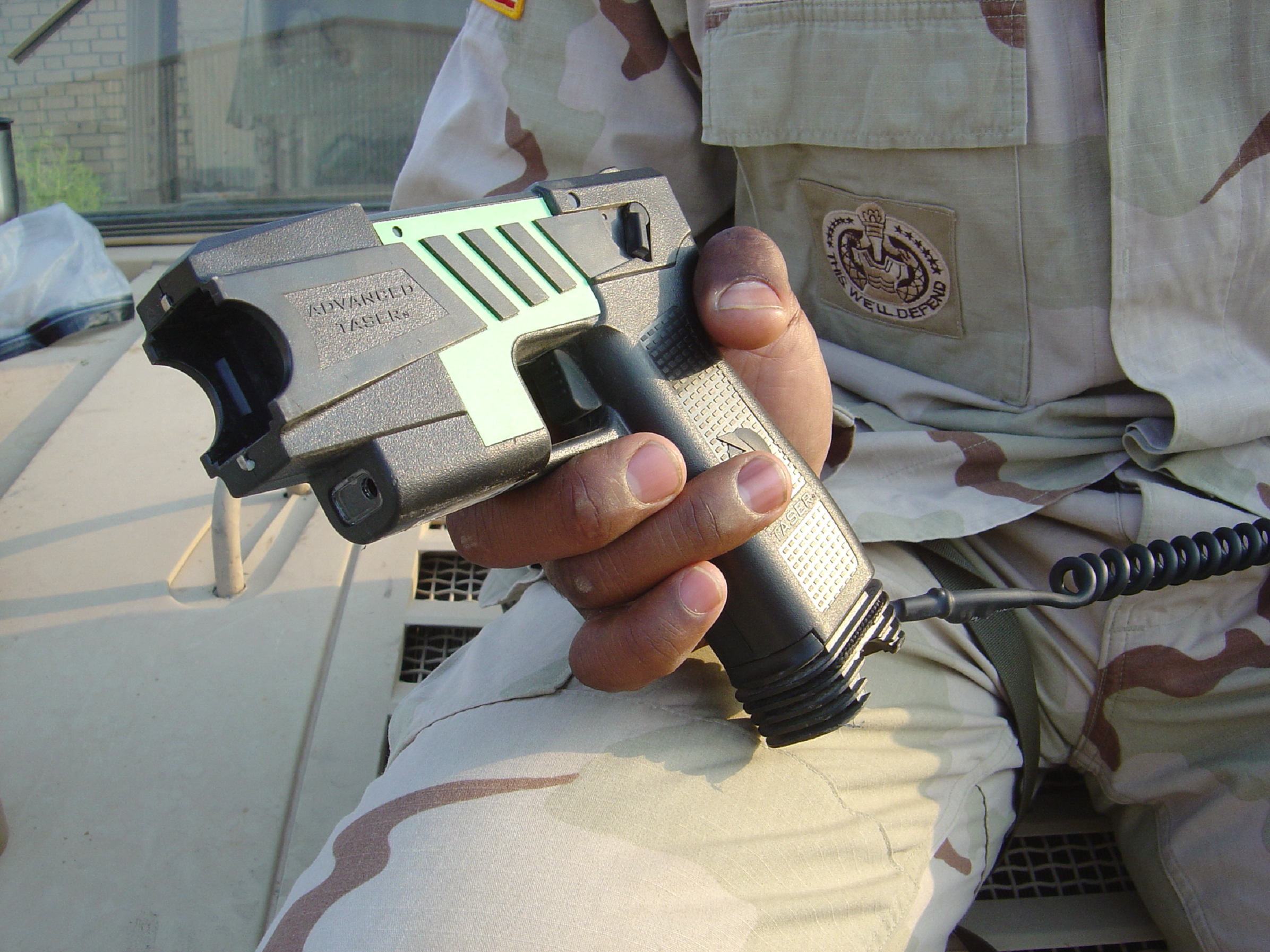
Taser M-26, muito utilizada pelo exército dos Estados Unidos.

Existem três modelos para aplicação da lei/militares atualmente disponíveis:
- Taser X26P: Uma arma elétrica totalmente digital com capacidade de disparo único e resistente às ações climáticas.
- Taser X2: Uma arma elétrica totalmente digital com capacidade de dois tiros.
- Taser 7: Uma arma elétrica totalmente digital, com capacidade de dois tiros e resistente às ações climáticas.

#### Modelos para civis
Existem três modelos para autodefesa à venda. São eles, Taser Pulse, Taser Pulse+, e Taser Strikelight.

### Câmeras corporais

#### Axon Pro
A câmera original da Taser, a Axon Pro, foi lançada em 2009. A câmera consistia em três componentes, uma câmera montada na cabeça (geralmente acoplada aos óculos), um controlador e um monitor para revisar as gravações de vídeo.

#### Modelos de Segunda Geração

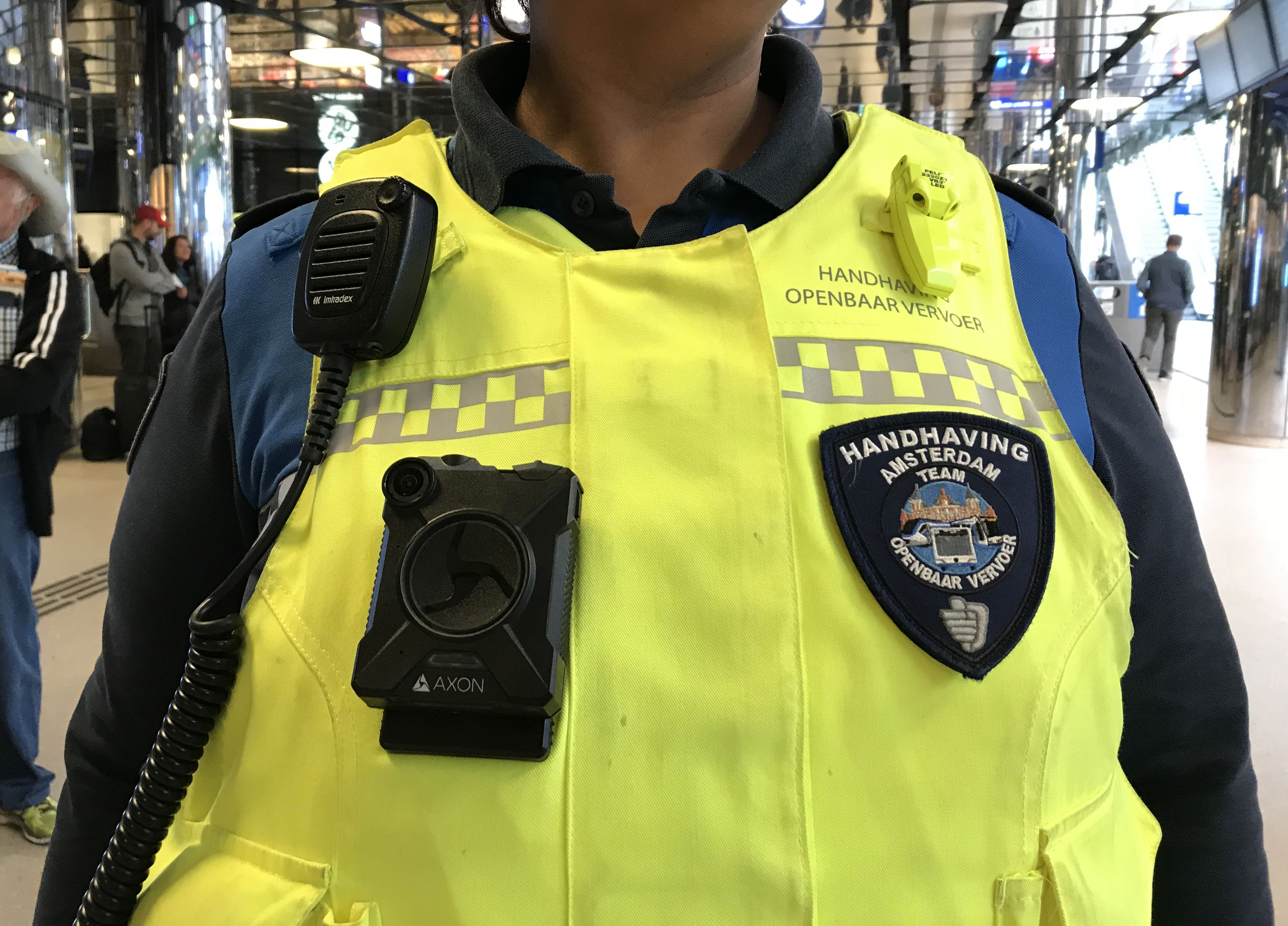
Câmera acoplada ao colete da polícia de Amsterdam

A segunda geração de câmeras era mais simples em forma e função do que o Axon Pro, removendo o monitor volumoso em favor do emparelhamento com telefones celulares. Muitos dos recursos introduzidos nessas câmeras, como o buffer pré-evento, um método de captura de vídeo antes do botão de gravação ser pressionado, tornaram-se requisitos comuns em solicitações de câmeras. A Axon Flex e Axon Body gravam apenas vídeo em definição padrão (SD).
- Axon Flex: A Axon Flex foi lançada em 2012. O sistema de câmera Flex consiste em uma câmera acoplada a uma bateria/controlador externo. Ao contrário da Axon Pro, a Axon Flex não possui uma tela para reproduzir vídeo. Em vez disso, a empresa oferece um aplicativo móvel (Axon View) que se conecta à câmera usando Bluetooth. Como o modelo anterior, os vídeos do Axon Flex são armazenados no Evidence.com, o sistema de gerenciamento de evidências hospedado na nuvem da Taser. A câmera possui várias opções de montagem, incluindo um suporte para óculos da Oakley, além de suportes para gola, dragona, boné e capacete.[26]
- Axon Body: Em 2013, a Taser lançou o Axon Body, uma câmera de unidade única semelhante em função do Axon Flex. Possui um campo de visão mais amplo e opções de montagem mais simples do que a Flex de duas peças. Embora mais simples, a câmera montada no corpo não rastreará o que o policial está olhando com a mesma precisão que uma câmera montada na cabeça.

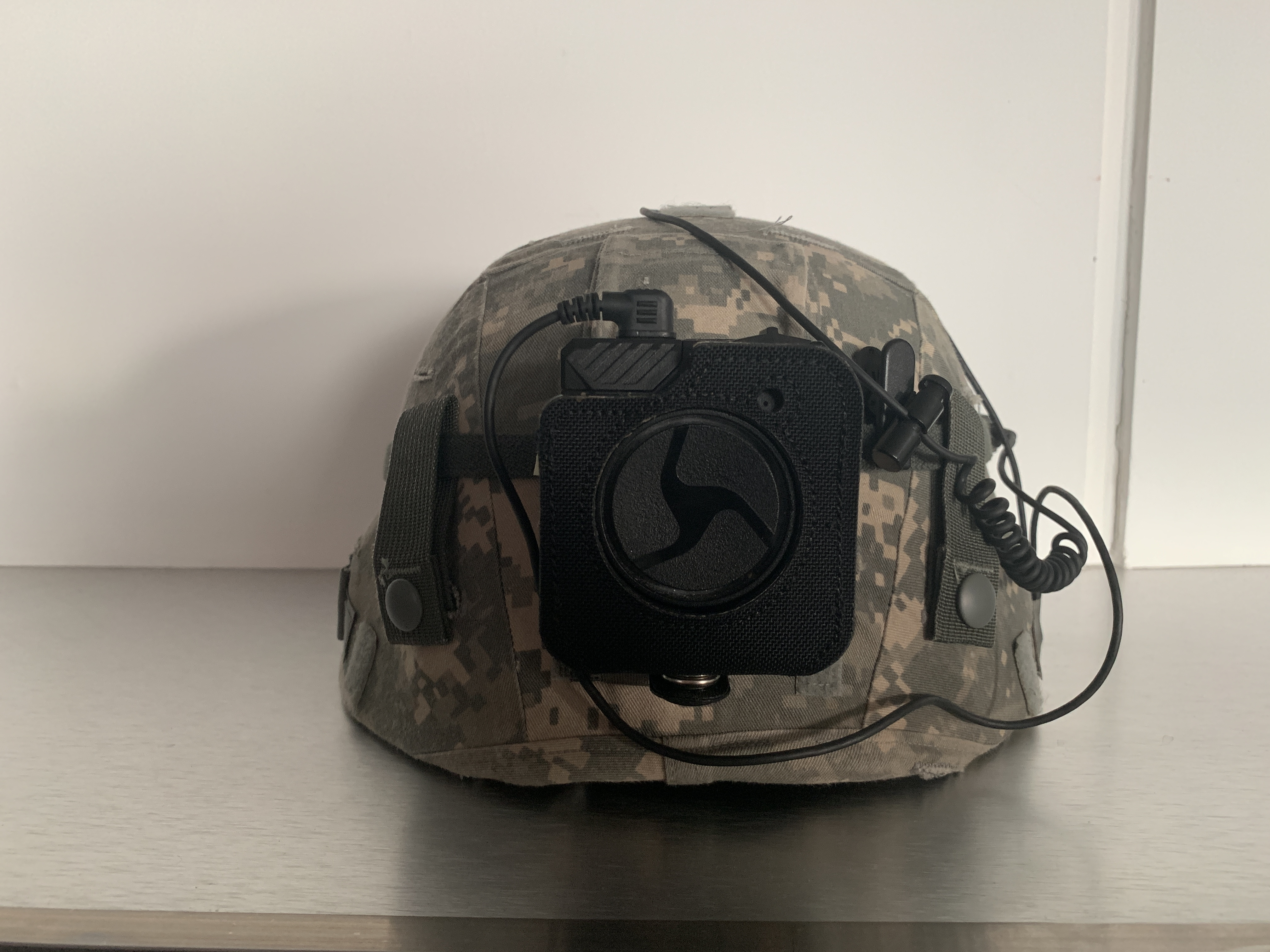
Controlador de uma Flex 2 na parte de trás de um capacete de combate.

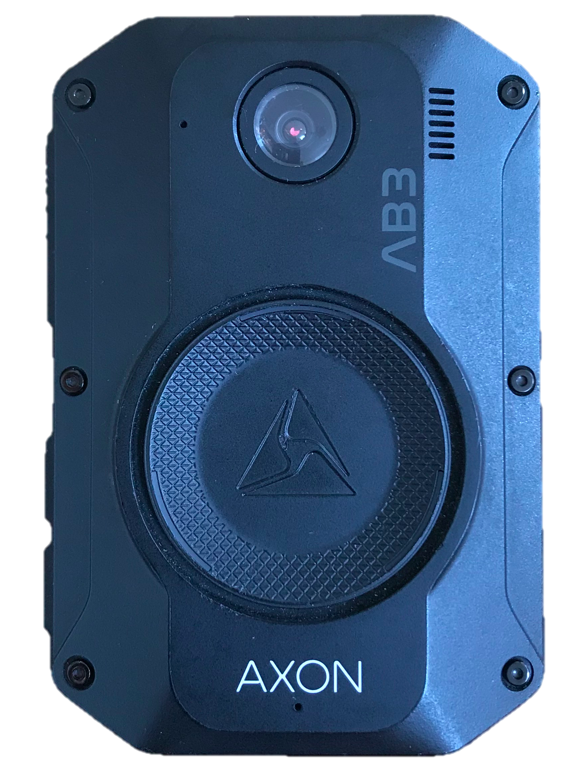
Modelo Axon Body 3 é mais compacto que seu antecessor.

#### Modelos de Terceira Geração
- Axon Body 2: Redesenhada e reconstruída em um chip de vídeo system-on-chip (SoC) da Ambarella, o modelo apresenta vídeo em alta definição (HD), ativação remota e outras melhorias em relação ao modelo Body original.
- Axon Flex 2: Anunciado em 11 de outubro de 2016, como seu antecessor, a Flex 2 consiste em uma câmera conectada a uma bateria/controlador externo. A nova câmera apresenta um campo de visão mais amplo (120 graus contra os 75 graus da Flex original), vídeo HD e outras melhorias em relação ao modelo original.
- Axon Body 3: Anunciado em 2019, apresenta desempenho aprimorado em baixa iluminação, desfoque de movimento reduzido e uma conexão LTE que permite recursos em tempo real, como transmissão ao vivo, ativação remota e sem fio e outras melhorias em relação a Body e a Body 2.

#### Outras produtos e serviços
Além das câmeras corporais, a Axon também oferece soluções para salas de entrevista e interrogatório e sistema de vídeo para veículos, conhecidos como Axon Interview e Axon Fleet, respectivamente. Esses sistemas, como as câmeras corporais, se integram ao serviço de nuvem Evidence.

## Software

### Axon Evidence
Evidence.com ou Axon Evidence é um sistema de gerenciamento de evidências digital baseado em nuvem que permite que departamentos de polícia, centro de comando militar ou posto avançado militar gerenciem, revisem e compartilhem evidências digitais, particularmente evidências de vídeo capturadas com câmeras da marca Axon. O sistema inclui uma ferramenta de redação automatizada, trilhas de auditoria para fins de cadeia de custódia e funcionalidade para compartilhar evidências com promotores e outros. Uma versão gratuita é oferecida especificamente para que os promotores recebam e gerenciem as evidências digitais recebidas. Em 2017, TASER e Evidence.com se tornam oficialmente certificados ISO 27001. 

### Evidence Sync
Evidence Sync é um aplicativo de desktop que permite que policiais ou militares revisem e carreguem evidências de dispositivos de hardware e arquivos locais. Ele também é usado para fazer upload de logs de armas Taser para Evidence.com. Embora destinado primariamente a operar com o Evidence, ele também pode ser usado no modo offline para acessar arquivos diretamente. 

### Axon mobile apps
Dois aplicativos móveis se integram às câmeras Axon e o sistema Evidence. O Axon View pode ser emparelhado com uma câmera Axon para revisar, marcar e transmitir vídeos. O aplicativo pode dar a um oficial um replay instantâneo e evidências no local. Essas evidências podem ser cruciais para policiais e promotores. Um novo recurso adicionado foi a marcação de GPS. Os oficiais podem mapear automaticamente as evidências de vídeo com marcação em tempo real de metadados. Axon Capture é um aplicativo que pode ser usado para capturar evidências de áudio, foto e vídeo e enviá-las para o Evidence.com usando o celular de um policial.

### Axon Signal
Axon Signal é uma gama de produtos que são projetados para acionar automaticamente gravações em câmeras Axon em resposta a certos eventos, como Signal Vehicle (que pode acionar após a abertura de portas ou ativação de sirenes), Signal Performance Power Magazine (um sucessor do acessório TASER Cam que começa a gravar quando um Taser é ativado) e Signal Sidearm (um sensor para a maioria dos coldres no mercado que aciona a gravação quando uma arma é sacada).

### Outros sistemas
A Axon ainda conta com o sistema Axon Citizen, que permite criar portais comunitários para publicar informações públicas pertinentes (como vídeos de incidentes), e o Axon Commander, que permite gerenciar evidência sem a necessidade de uma conexão de alta fidelidade, mas entregando todas as funções do Evidence, em um sistema local.
O mais recente lançamento, Axon Attorney Premier, o primeiro sistema de gerenciamento de evidências digitais projetado especificamente para agilizar o processo de descoberta para promotores e advogados de defesa, permite a análise de vídeos de câmeras corporais, das viaturas, e de salas de entrevista e interrogatório, além de CCTV, fotografias, áudio, documentos e muito mais.

## No Brasil

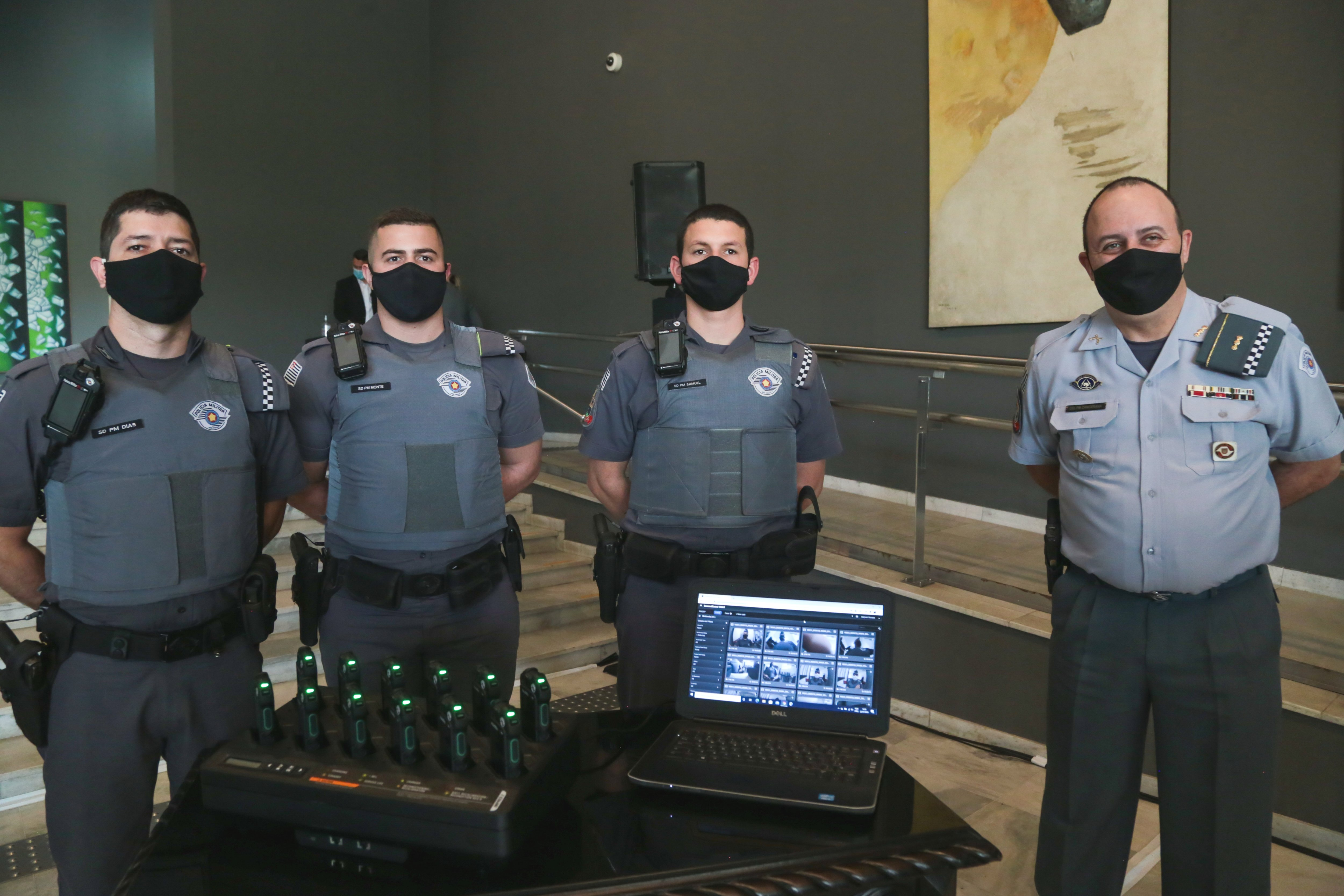
Coletiva de imprensa do Programa Olho Vivo, do Estado de São Paulo.

Em fevereiro de 2021, o Governo do Estado de São Paulo assinou contrato para aquisição de câmeras corporais para a Policia Militar, “No último dia 5 de fevereiro, foi assinado o contrato para a aquisição de mais 2,5 mil câmeras corporais no programa Olho Vivo. O Estado foi o primeiro a adquirir modelos da Axon, que começaram a ser distribuídos no mês de março. O uso de câmeras portáteis acopladas aos uniformes fortalece a 'produção de provas' e, ao mesmo tempo, protege os cidadãos e os policiais, dando mais transparência ao trabalho da PM”, disse João Doria. Além das câmeras Body 3, o Governo de São Paulo também adquiriu novas unidades de Taser X2. A América Latina é responsável por 5% do mercado da marca.

## Controvérsias

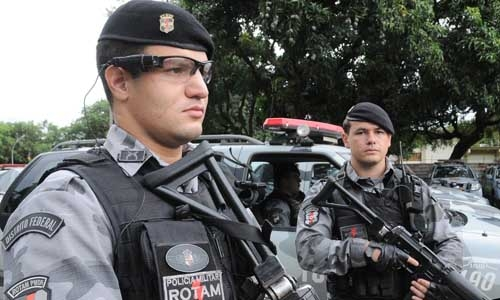
A polícia do Distrito Federal (PMDF) testou modelos menores ainda em 2012.

Atualmente a Anistia Internacional questiona o uso de armas Taser, mas em décadas anteriores a apoiava. Nos Estados unidos, entre 2001 e fevereiro de 2009, aproximadamente 500 pessoas morreram em incidentes envolvendo o uso dessa arma. "Das centenas de pessoas que morreram após o uso policial de armas Taser nos Estados Unidos, dezenas e dezenas de mortes possivelmente podem ser atribuídas à força desnecessária sendo usada”, declarou Susan Lee, Diretora da Anistia Internacional.
O debate sobre as armas de eletrochoque, especificamente as fabricadas pela Taser, cresceu após a morte de Robert Dziekanski, em custódia da polícia montada, no Aeroporto de Vancouver, a décima sexta vítima no Canadá desde 2003, ano em que a polícia canadense começou a usá-las, e houve uma mobilização pública pela suspensão do uso das "Tasers". Um inquérito considerou o uso injustificado e, em 2013, o Serviço de Legistas da Colúmbia Britânica determinou que a morte foi um homicídio – citando um ataque cardíaco causado pelos repetidos solavancos como causa da morte.
Em 2007, ocorreu em Montreal a décima sétima morte relacionada ao uso de "Tasers" no Canadá.
Em 2008, a CBC News descobriu que os modelos TASER X26 fabricados antes de 2005 tinham um 'sistema à prova de falhas' com defeito.

A empresa observou que perdeu dois processos de responsabilidade do produto:
Este processo representa o quinquagésimo nono (59º) processo de morte ou lesão por negligência que foi indeferido ou sentença proferida em favor da TASER International. Esse número inclui um pequeno número de ações judiciais por lesão no treinamento de policiais que foram resolvidas e arquivadas em casos em que a economia do acordo para a TASER International foi significativamente menor do que o custo do litígio. Um desses casos é que em 15 de fevereiro de 2006, um oficial descarregou acidentalmente um dispositivo TASER em sua filha. A TASER International perdeu dois processos de responsabilidade do produto.
No entanto, em 6 de junho de 2008, a empresa perdeu seu primeiro processo de responsabilidade pelo produto. Os danos foram reduzidos no Tribunal de Apelações em 2011. A TASER perdeu seu segundo processo de responsabilidade pelo produto.
Em janeiro de 2016, a TASER International foi processada pela Digital Ally por infringir duas patentes norte-americanas sobre a ativação automática de câmeras policiais. A TASER International considerou o processo "frívolo e notório".
Um advogado de defesa criminal da Califórnia observou que os Termos de Uso do Evidence.com dão à empresa uma "licença mundial não exclusiva, transferível, irrevogável, isenta de royalties, sublicenciável" para usar fotos e vídeos enviados por seus usuários, e que suas políticas podem violar a lei de privacidade da Califórnia (especialmente em relação a dados envolvendo jovens).